# Məhəmməd Əmin Rəsulzadə

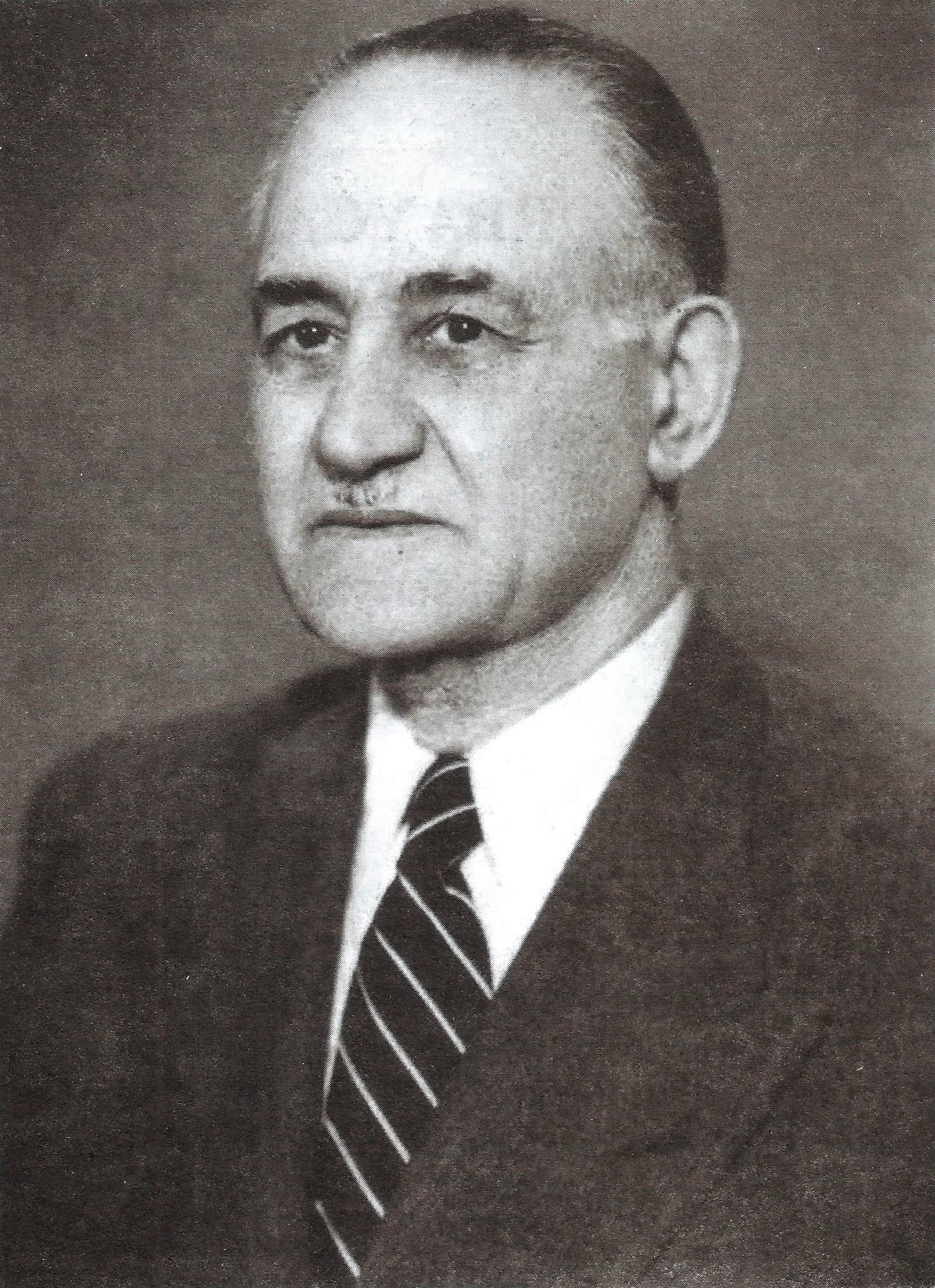
Məmməd Əmin Rəsulzadə

Məhəmməd Əmin Rəsulzadə /mæhæmˈmæd æˈmin ɾæsulzɑːˈdæ/ (alternative aserbaidschanische Schreibweise Məhəmməd Əmin Axund Hacı Molla Ələkbər oğlu Rəsulzadə, aserbaidschanisch in Arabischer Schreibweise: محمد أمين أخۇند حاچؽ ملا الإکبر وْغلۇ رسولزده, Türkisch: Mehmed Emin Resulzade, international Mahammad Amin Rasulzade; * 31. Januar 1884 in Nardaran; † 6. März 1955 in Ankara) war ein aserbaidschanischer Staatsmann, Gelehrter, Gründer und politischer Führer der Aserbaidschanischen Demokratischen Republik in den Jahren 1918 bis 1920. Sein Ausdruck „Bir kərə yüksələn bayraq, bir daha enməz!“ („Einmal angehobene Fahne fällt nie!“) ist das Motto der Unabhängigkeitsbewegung in Aserbaidschan im 20. Jahrhundert geworden.

## Leben
Rəsulzadə wurde in eine konservative schiitische Familie geboren und besuchte die tatarische Schule in Baku. Danach absolvierte er eine Ausbildung an der Bakuer Technischen Schule. Seine ersten politischen Aktivitäten begann er mit 18 Jahren. 1902 gründete der junge Məhəmməd Əmin unter den Schülern die Organisation der muslimischen Jugendlichen Musavat. 1903 erschien sein erster Artikel über die Reinheit der Muttersprache in der Zeitung „Şərgi Rus“ (Russischer Osten), die die einzige aserbaidschanische Zeitung in Russland war.(Beleg fehlt) Er übersetzte den Roman Die Mutter von Maxim Gorki in die Aserbaidschanische Sprache.
1904 gründete er die muslimisch-sozialdemokratische Partei Hümmәt, als einen autonomen Teil der SDAPR. Er war Chefredakteur der Zeitungen Gummət, Təkamül und Yoldaş und schrieb Artikel für die Zeitungen Irshad und Tereggi. Während der Revolution von 1905 arbeitete Rəsulzadə mit kaukasischen Bolschewiki wie Stalin und Nərimanov zusammen. Seine revolutionäre Tätigkeit führte dazu, dass er ständig von der Polizei verfolgt wurde.
Neben seiner politischen Tätigkeit schrieb Rəsulzadə Gedichte und Theaterstücke. 1908 wurde sein erstes Theaterstück Licht in der Dunkelheit aufgeführt.
1909 reiste Məhəmməd Əmin nach Persien, wo er an der revolutionären Bewegung als einer der Gründer der Demokratischen Partei teilnahm. Er arbeitete dort als Chefredakteur der Zeitung Irani-Hou (Neuer Iran). Nach der Niederschlagung der Revolution war er 1911 gezwungen in die Türkei auszureisen. Dort setzte er seine politischen Tätigkeiten fort und arbeitete mit der Zeitschrift Türk Yurdu (Türkische Heimat) zusammen.

## Gründung der Partei „Musavat“

Fahne der ADR

Erst nach der Erklärung der Amnestie anlässlich des dreihundertjährigen Bestehens der Romanow-Dynastie gelang es ihm 1913 wieder nach Baku zurückzukehren. Nach der Rückkehr trat Rəsulzadə der neuen Partei Musavat (Gleichheit) bei, welche pantürkische, panislamische und sozialistische Ideen verfolgte. Von 1915 an leitete er die Zeitung „Açıq söz“ (Offenes Wort), die quasi das Sprachrohr der Partei Musavat war. Er befürwortete den Kampf bis zum Sieg und die Erweiterung der Freiheiten und Rechte des aserbaidschanischen Volkes.
Nach der Februarrevolution 1917 nahm Rəsulzadə am Kongress der kaukasischen Muslime in Baku (im April) und am Kongress der Russlandmuslime in Moskau (im Mai) teil. Nach seinem Vorschlag wurde die Wichtigkeit der Gründung einer föderativen Staatsordnung in Russland beschlossen.
Nach der Vereinigung der Partei Musavat mit der „Türkischen Partei der Föderalisten“ zur Türkisch-demokratischen Partei Musavat im Juni 1917 wurde Rəsulzadə auf deren erstem Kongress zum Leiter des Zentralkomitees gewählt. In der Erklärung des Kongresses heißt es, dass Russland die Staatsform einer „föderativen demokratischen Republik“ haben müsse, die auf der Basis der national-territorialen Autonomie gegründet werden solle.
Am 6. Januar 1918 wurde die Russische konstituierende Versammlung von den Bolschewiki abgelöst. In dieser Zeit fand der Transkaukasische Seym statt, der die selbständige Transkaukasische Demokratisch-Föderative Republik gründen sollte und an dem auch Məhəmməd Əmin Rəsulzade teilnahm. Damals leitete er den neugegründeten Aserbaidschanischen Nationalen Rat, der später die Gründung der Aserbaidschanischen Demokratischen Republik (1918–1920) erklärte. Er war Kandidat für den Posten des Staatsoberhauptes des unabhängigen Aserbaidschan.
Nach der Gründung der Sowjetunion am 20. April 1920 verließ Rəsulzadə Baku wieder und versteckte sich in einem Bergdorf namens Lahidsch, etwa drei Autostunden entfernt von Baku. Nach kurzer Zeit wurde er jedoch vom „Geheimdienst“ festgenommen und ins Gefängnis in Baku gebracht. Aus der Haft kam Rəsulzadə mit Hilfe Stalins frei. Stalin nahm ihn nach Moskau mit, wo Rəsulzadə alle Positionen ablehnte, die Stalin ihm anbot, weil er für keine Regierung arbeiten wollte, die seiner Partei feindlich gesinnt war. Bis 1922 unterrichtete er orientalische Sprachen an der Universität Leningrad. Im Jahre 1922 gelang ihm mit Hilfe von Parteifreunden der Musavat die Flucht aus der Sowjetunion und reiste über Finnland in die Türkei.

## Exilleben
In der Türkei gründete Rəsulzadə einige Zeitungen, darunter Neuer Kaukasus. In seinen Publikationen kritisierte er den Kommunismus und die sowjetische Politik gegenüber den Völkern des Kaukasus. 1930 wurde er nach offizieller Darstellung auf Druck der Sowjetunion aus der Türkei abgeschoben. In Wahrheit lag der Grund wohl in den gespannten Beziehungen zwischen Aserbaidschan und der Türkei. Als Rəsulzadə kritisiert wurde, da seine Partei „Musavat“ die „Türkische Einheit“ vernachlässigt habe, schrieb er den Artikel O Pantiurkizme v sviazi s kavkazskoi problemi (Pan-Türkismus hinsichtlich des kaukasischen Problems), in dem er die Ansicht vertrat: „Pan-Türkismus war eine Kulturbewegung, und kein politisches Programm“.(Beleg fehlt) Er ging dann nach Polen. Dort heiratete Rəsulzadə Wanda, die die Nichte des polnischen Diktators Józef Piłsudski war. In Polen arbeitete er mit der prometheistischen Bewegung zusammen und publizierte eine Monographie über die Geschichte Aserbaidschans. Er schrieb dort auch für Medien in Warschau und Vilnius. Nach der Besetzung Polens erhielt Rasulzade von Adolf Hitler das Angebot, als sein Statthalter in Transkaukasien zu fungieren, was er ablehnte. Er musste Deutschland innert zwei Tagen verlassen.
Während des Zweiten Weltkrieges lebte er mit seiner Frau in Rumänien. Während des Krieges fuhr er nach Berlin und traf dort mit Kriegsgefangenen zusammen, die aus Aserbaidschan stammten.(Beleg fehlt)
Nach dem Zweiten Weltkrieg, im Jahr 1947, durfte er wieder in die Türkei zurückkehren und ließ sich in Ankara nieder. Dort publizierte er über die Aserbaidschanische Literatur und arbeitete in einer Bibliothek. Aber seine politische Tätigkeit blieb nur begrenzt auf marginale pantürkische Bewegungen. In seiner Rede über Voice of America im Jahr 1953 betonte er seine Hoffnung, dass Aserbaidschan eines Tages unabhängig werden möge.
1955 starb Rəsulzadə infolge seiner Zuckerkrankheit in Ankara. Er wurde auf dem Städtischen Friedhof Cebeci in Ankara beerdigt.